# 维克斯
维克斯（法語：Vix，法語發音：[viks]）是法国卢瓦尔河地区大区旺代省的一个市镇，位于该省东南部，属于丰特奈勒孔特区。

## 地名
该地名“Vix”发音为[viks]，字母“x”发音，《世界地名翻译大辞典》与《世界地名译名词典》将其误译作“维”。

## 地理
维克斯（46°21'50"N, 0°51'35"W）面积28.53 平方千米，位于法国卢瓦尔河地区大区旺代省，该省份为法国西部沿海省份，北起大西洋卢瓦尔省和曼恩-卢瓦尔省，西临大西洋，南至滨海夏朗德省，东部及东南部与德塞夫勒省接壤。
与维克斯接壤的市镇（或旧市镇、城区）包括：圣让德利韦尔赛、托贡、杜瓦莱方丹、勒盖德韦吕尔、利勒代勒、马耶、蒙特勒伊、旺代河畔莱韦吕尔。
维克斯的时区为UTC+01:00、UTC+02:00（夏令时）。

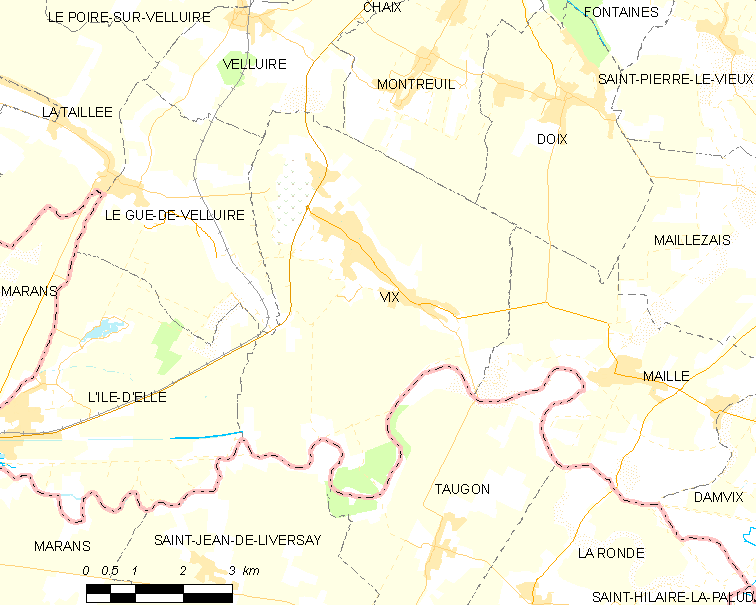
维克斯的OSM定位图

## 行政
维克斯的邮政编码为85770，INSEE市镇编码为85303。

## 政治
维克斯所属的省级选区为丰特奈勒孔特县。

## 人口

1962-2008年间维克斯人口变化图示

维克斯于2022年1月1日时的人口数量为1829人。